# Mission San Buenaventura

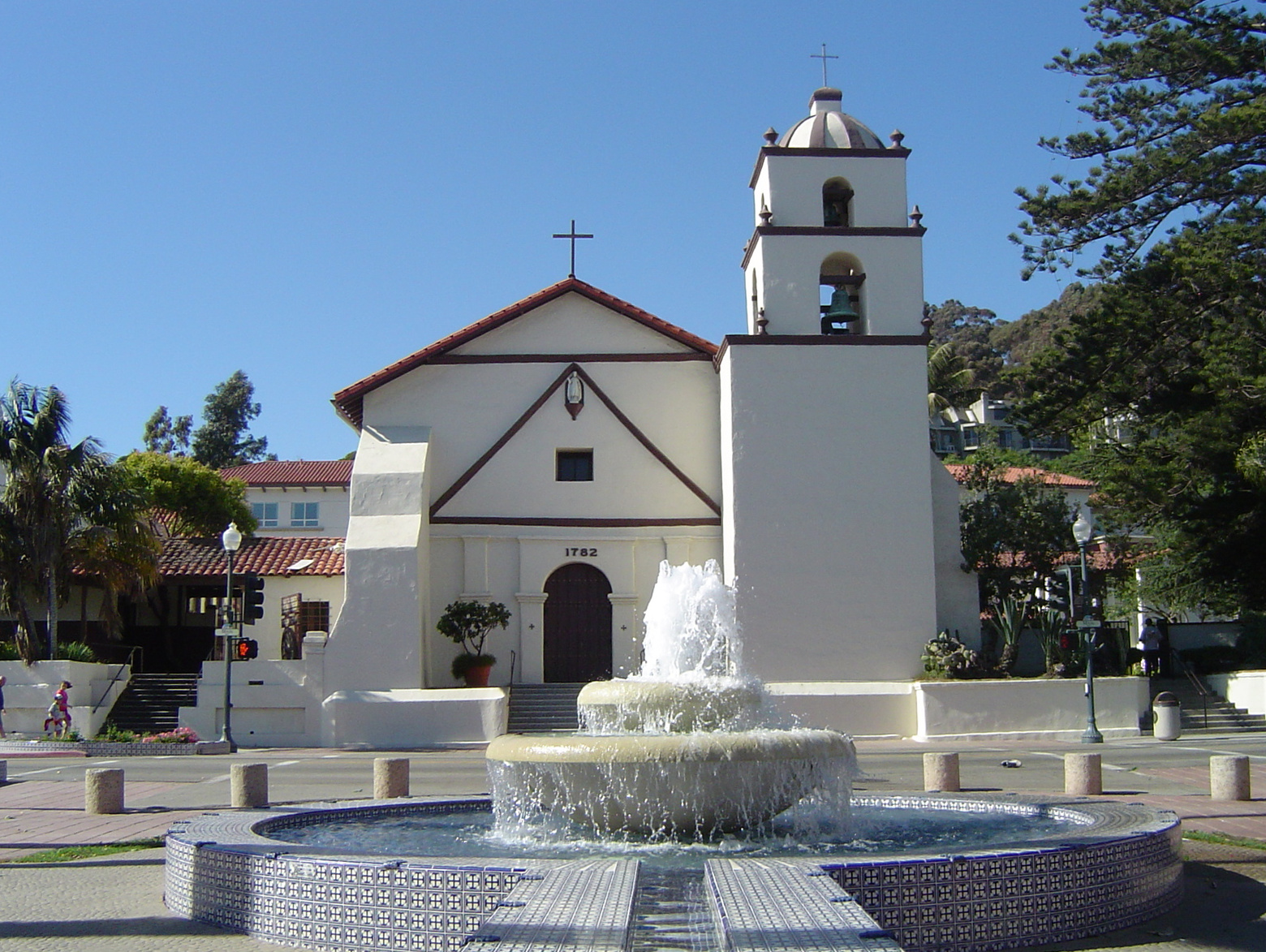
Mission San Buenaventura

Die Mission San Buenaventura ist eine römisch-katholische Kirchengemeinde im Zentrum der Stadt Ventura im US-amerikanischen Bundesstaat Kalifornien. Die in spanischer Zeit gegründete Mission wurde nach der Säkularisation 1836 und Rückgabe 1862 an die katholische Kirche mehrfach restauriert und in einen religiösen, pädagogischen und kulturellen Komplex mit einem Museum umgewandelt, der im National Register of Historic Places eingetragen ist. Die Kirche erhielt 2020 den Titel einer Basilica minor.

## Geschichte

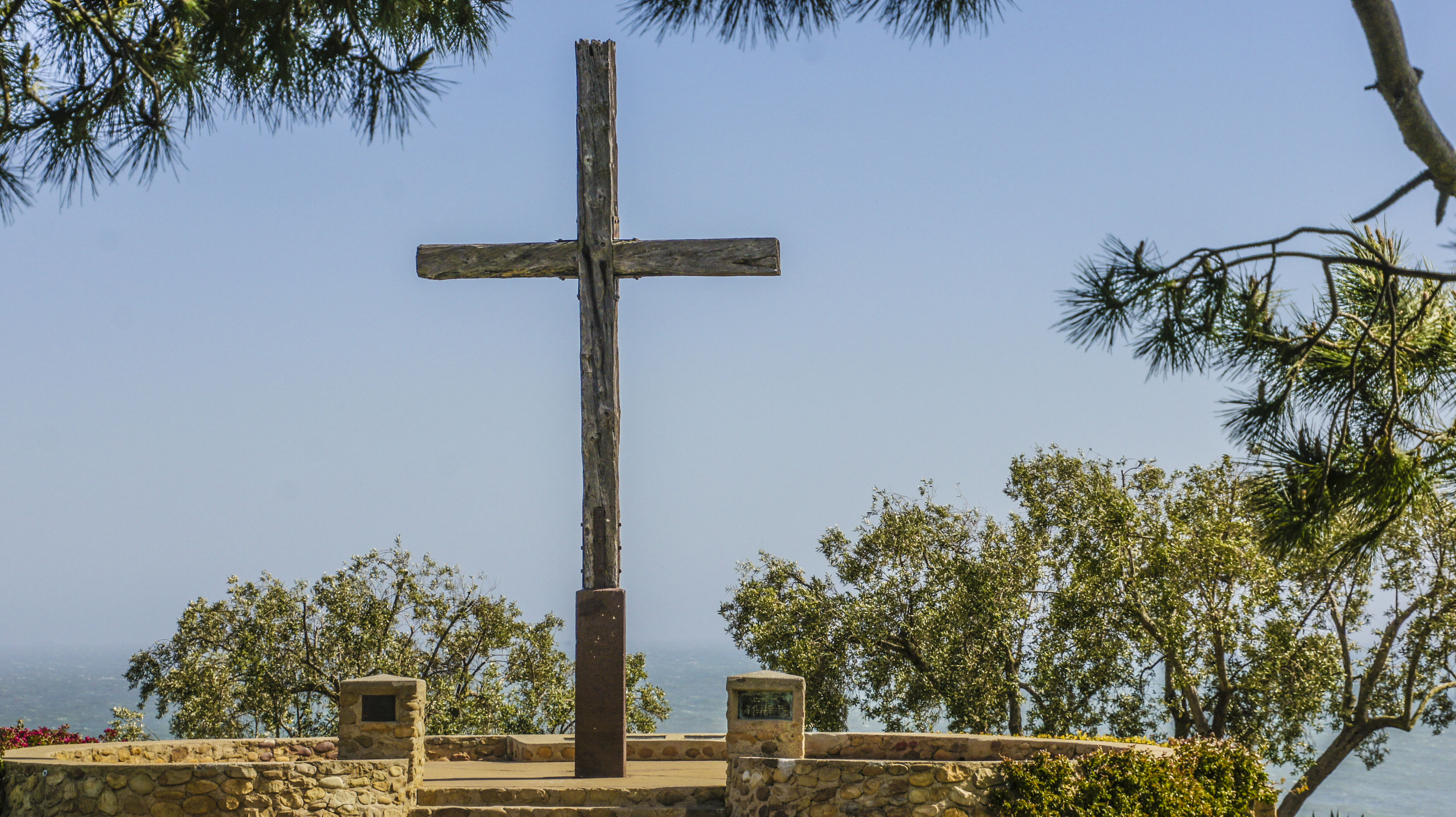
Das Serra-Kreuz

Die Missionsstation wurde am 31. März 1782 als spanische Mission in Kalifornien von Junípero Serra gegründet, der ein Kreuz am Strand des Santa-Barbara-Kanals aufstellte und hier seine erste Messe feierte, um in der Nähe des Dorfes Mitsquanaqa'n auf dem Land des Chumash-Volkes mit der Arbeit zu beginnen. Sie war 1770 als dritte in der Reihenfolge der Gründungen geplant, wurde jedoch zurückgestellt, weil in dieser Zeit nicht genügend damals gesetzlich vorgeschriebene Militäreskorten verfügbar waren, und wurde schließlich als neunte und Serras letzte errichtet. Sie wurde nach dem hl. Bonaventura benannt, einem Philosophen und Theologen der Scholastik, Generalminister der Franziskaner und Kardinal von Albano. Der Ort wurde unter der Leitung von Pedro Benito Cambón belassen, der zwischen 1805 und 1815 mit erheblicher Unterstützung der Einheimischen ein Aquäduktsystem errichtete. Das Wasser kam aus dem Ventura-Fluss und erstreckte sich über 11 km. Mit diesem System wurden die schönen Gärten und Obstplantagen der Mission gepflegt. Im Jahr 1816 erreichte San Buenaventura mit 1326 Einwohnern seinen Bevölkerungshöchststand und verfügte über einen Bestand von 41.000 Tieren, darunter 23.400 Rinder, 12.144 Schafe und 4.493 Pferde.
Die erste Kirche der Mission wurde durch ein Feuer zerstört. Nach einem erfolglosen Versuch, sie wieder aufzubauen, wurde der Bau der Kirche um 1792 wieder aufgenommen und 1809 abgeschlossen. Zur gleichen Zeit wurden die Kapellen San Miguel und Santa Gertrudis fertiggestellt. Bis 1812 zwang eine Reihe von Erdbeben die Bewohner (Ordensleute und Neophyten oder konvertierte Indianer), vorübergehend Schutz zu suchen.
1836 nahm die mexikanische Regierung den Besitz im Zuge der Säkularisation der kalifornischen Missionen in Besitz. Erst 1862 unter der amerikanischen Regierung wurde die Mission auf Antrag von Erzbischof Joseph Sadoc Alemany y Conill an die katholische Kirche zurückgegeben. Der Besitz umfasste die Kirche, den Wohnsitz des Pfarrers, den Friedhof, den Obstgarten und den Weinberg.

Altar

Ab 1893 wurde das Innere der Kirche von Pater Cipriano Rubio vollständig verändert. 1921 wurde die Holy-Cross-Schule gebaut und 1922 in Betrieb genommen. Der Unterricht für Kleinkinder bestand bereits seit 1829, wenn auch mit Unterbrechungen. Zwischen 1956 und 1957 wurde die Kirche von Pater Aubrey J. O’Reilly erneut restauriert und 1976 von Kardinal Timothy Manning geweiht.
Die Mission wurde 1939 als historische Stätte eingetragen. Die Liste der historischen Überreste und Stätten von San Buenaventura umfasst u. a. den Missionsgarten, die San-Miguel-Kapelle, den Eingeborenenfriedhof, die Überreste des Aquädukts und das Kreuz von Pater Serra.
Weiter wurde sie 1975 in das National Register of Historic Places aufgenommen. Die Mission ist eine von drei in Kalifornien, die sich im historischen Zentrum einer Stadt befinden, in diesem Fall Ventura, die anderen sind San Luis Obispo de Tolosa und die Mission San Gabriel Arcángel. Im Jahr 1994 reichten die Räumlichkeiten jedoch nicht mehr aus, so dass unter anderem ein größeres Projekt für neue Gebäude geplant wurde. Seitdem sind von dem ursprünglich als Rechteck abgegrenzten Gelände nur noch die Kirche und der Obstgarten erhalten geblieben.
2020 wurde die zum Erzbistum Los Angeles gehörende Missionskirche durch Papst Franziskus in den Rang einer Basilica minor erhoben.